# بلک‌ادر
بلک‌اَدر (انگلیسی: Blackadder) یک مجموعهٔ کمدی موقعیت شبه‌تاریخی بریتانیایی است که نخستین بار در دههٔ ۱۹۸۰ پخش شد.
دو شخصیت اصلی این سریال یک ضدقهرمان به نام «ادموند بلک‌اَدر» (با بازی روآن اتکینسون) و گُماشته و پادوی او «بالدریک» (با بازی تونی رابینسون) هستند. هر فصلِ سریال در یک دورهٔ تاریخی متفاوت رخ می‌دهد و این دو شخصیت اصلی را، شخصیت‌های دیگری نیز احاطه می‌کنند.
در سال ۲۰۰۰ میلادی، فصل چهارم سریال با نام بلک‌ادر پیش می‌رود در ردهٔ ۱۶ از «۱۰۰ برنامهٔ تلویزیونی برتر بریتانیا» به انتخاب بنیاد فیلم بریتانیا قرار گرفت.
در یک نظرسنجی در سال ۲۰۰۱ توسط کانال ۴، شخصیت «ادموند بلک‌اَدر» در رتبهٔ سوم از «۱۰۰ شخصیت برتز تلویزیونی» قرار گرفت. در یک نظرسنجی دیگر تلویزیونی در سال ۲۰۰۴ برای تعیین «برترین سیت‌کام بریتانیایی»، این مجموعهٔ تلویزیونی به‌عنوان دومین کمدی موقعیت برتر بریتانیایی در تمامی دوران انتخاب شد. مجلهٔ امپایر نیز آنرا به‌عنوان نُهمین شویِ برتر تلویزیونی تمامی دوران برگزید.

## بازیگران
جدول زیر بازیگرانی را نمایش می‌دهد که در بیش از یک فصل از این مجموعه سریال بازی کرده‌اند:
|                   | بلک ادر | بلک‌ادر ۲ | بلک‌ادر سوم | بلک‌ادر پیش می‌رود | بلک‌ادر: سال‌های سلحشوری | سرود کریسمس بلک‌ادر | بلک‌ادر: گذشته و آینده |
| ----------------- | ------- | -------- | ---------- | ---------------- | ---------------------- | ------------------ | --------------------- |
| روآن اتکینسون     | Yes     | Yes      | Yes        | Yes              | Yes                    | Yes                | Yes                   |
| تونی رابینسون     | Yes     | Yes      | Yes        | Yes              | Yes                    | Yes                | Yes                   |
| تیم مک‌اینرنی      | Yes     | Yes      | Yes        | Yes              |                        |                    | Yes                   |
| هیو لوری          |         | Yes      | Yes        | Yes              |                        | Yes                | Yes                   |
| استیون فرای       |         | Yes      | Yes        | Yes              | Yes                    | Yes                | Yes                   |
| میراندا ریچاردسون |         | Yes      | Yes        | Yes              |                        | Yes                | Yes                   |
| ریک مایال         | Yes     | Yes      |            | Yes              |                        |                    | Yes                   |
| میریام مارگولیس   | Yes     | Yes      |            |                  |                        | Yes                |                       |
| گابریل گلیستر     |         | Yes      |            | Yes              |                        |                    |                       |
| بیل والیس         | Yes     | Yes      |            | Yes              |                        |                    |                       |
| رابی کالترین      |         |          | Yes        |                  |                        | Yes                |                       |
| جیم برودبنت       | Yes     |          |            |                  |                        | Yes                |                       |
| استیون فراست      | Yes     |          |            | Yes              |                        |                    |                       |
| مارک آردن         | Yes     | Yes      |            |                  |                        |                    |                       |
| لی کُرنز           |         | Yes      | Yes        | Yes              |                        |                    |                       |
| پتسی برن          |         | Yes      |            |                  |                        | Yes                | Yes                   |
| وارن کلارک        |         |          | Yes        |                  | Yes                    |                    |                       |
| فیلیپ پوپ         |         | Yes      |            |                  |                        | Yes                |                       |
| باربارا میلر      | Yes     | Yes      |            |                  |                        |                    |                       |
| دیوید نان         | Yes     |          |            |                  |                        | Yes                |                       |
| دنیس لیل          |         |          | Yes        |                  |                        | Yes                |                       |